# Mesquita del Barber
La mesquita del Barber o mausoleu de Sidi as-Sahbí (àrab: ضريح سيدي الصحبي, ḍarīḥ Sīdī aṣ-Ṣaḥbī) o confraria de Sidi as-Sahbí (àrab: زاوية سيدي الصحبي, zāwiyat Sīdī aṣ-Ṣaḥbī) o tomba d'Abu-Zama al-Balawí (àrab: مقام أبي زمعة البلوي, maqām Abī Zamʿa al-Balawī) és un complex religiós de la ciutat de Kairuan, a Tunísia, format per un mausoleu, una mesquita i una madrassa.
Fou inicialment una petita qubba a la qual el bei Hamuda Paixà va afegir un mausoleu, una cúpula i un pati, i Murad Bei un minaret i una madrassa. Al seu interior hi ha la tomba d'Abu-Zama al-Balawí, company del Profeta, que conservava un pèl de la barba del profeta Muhàmmad, d'on prové el sobrenom de barber, no pas per l'ofici sinó per la barba.
Conté una rica decoració i és un dels llocs més visitats pels turistes.

## Galeria de fotos

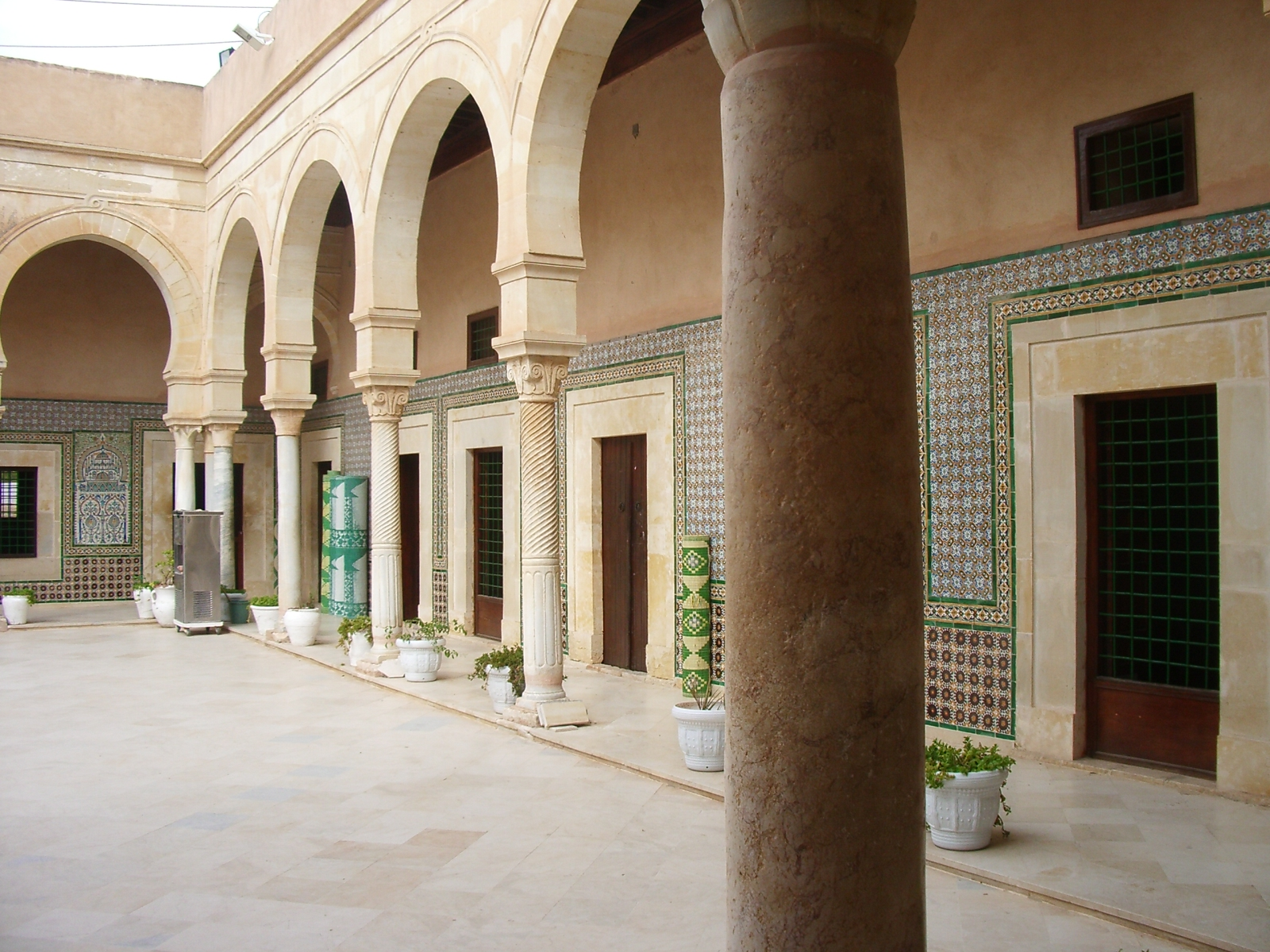
Pati amb columnes
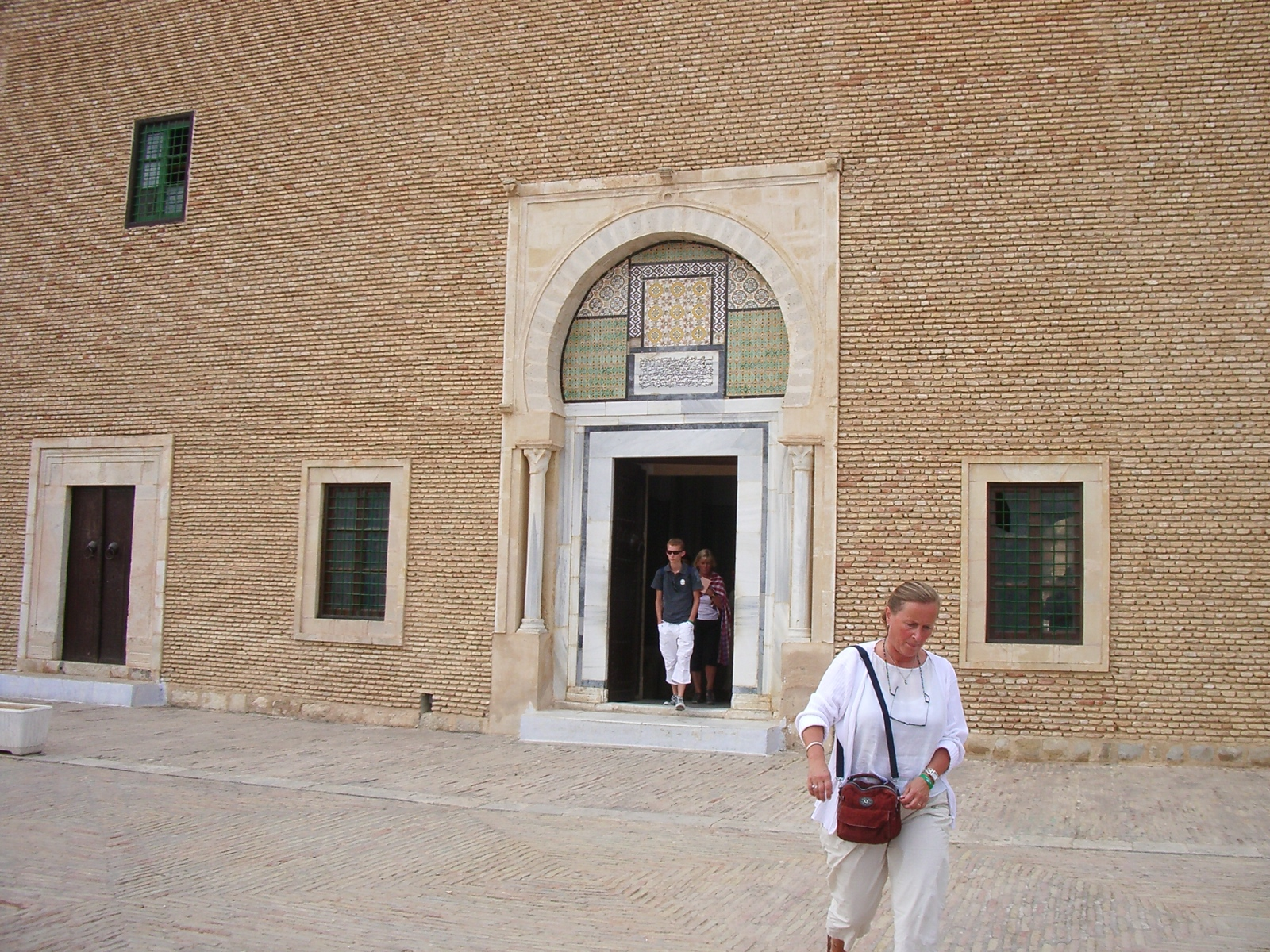
Porta
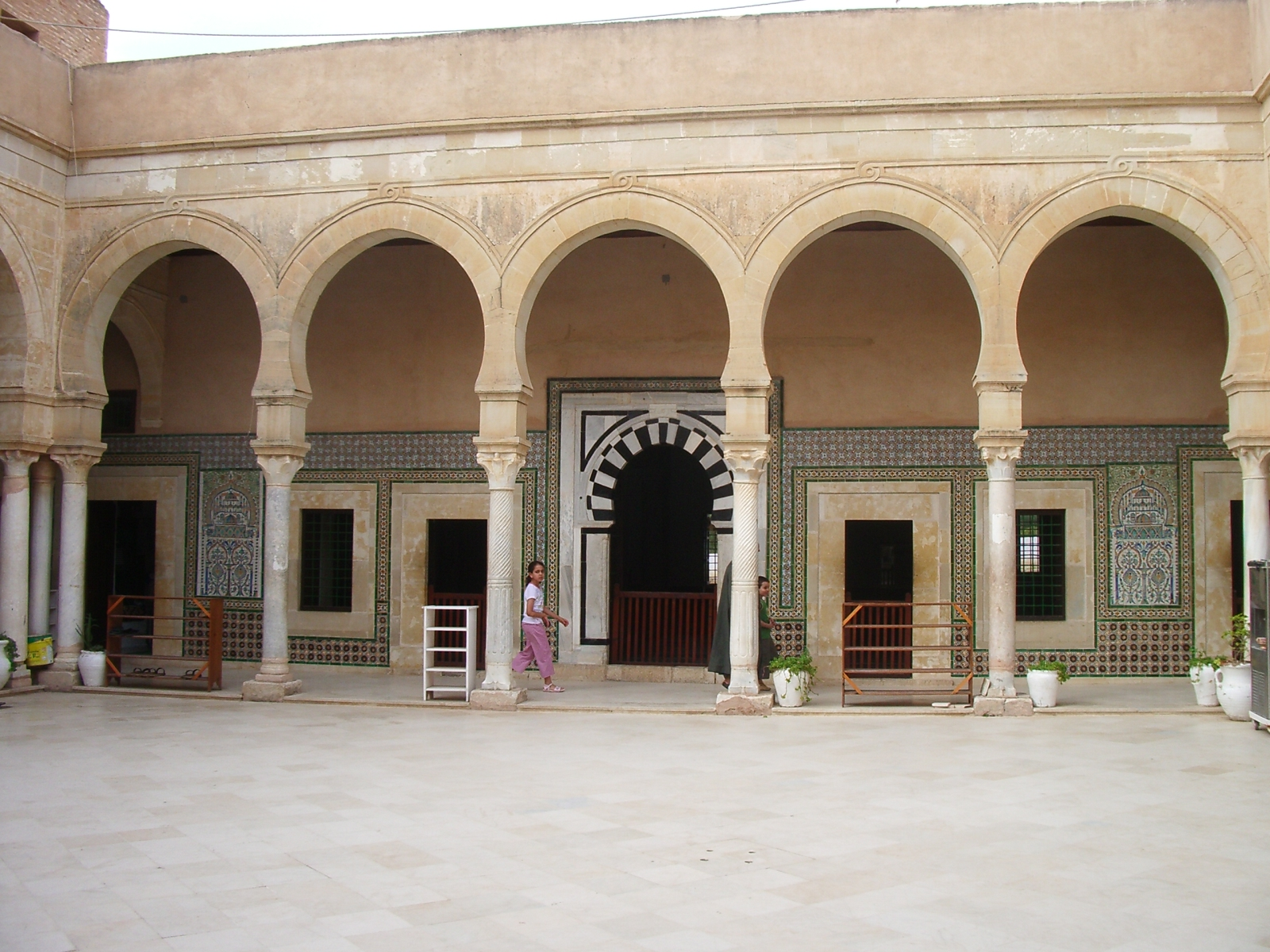
La capella
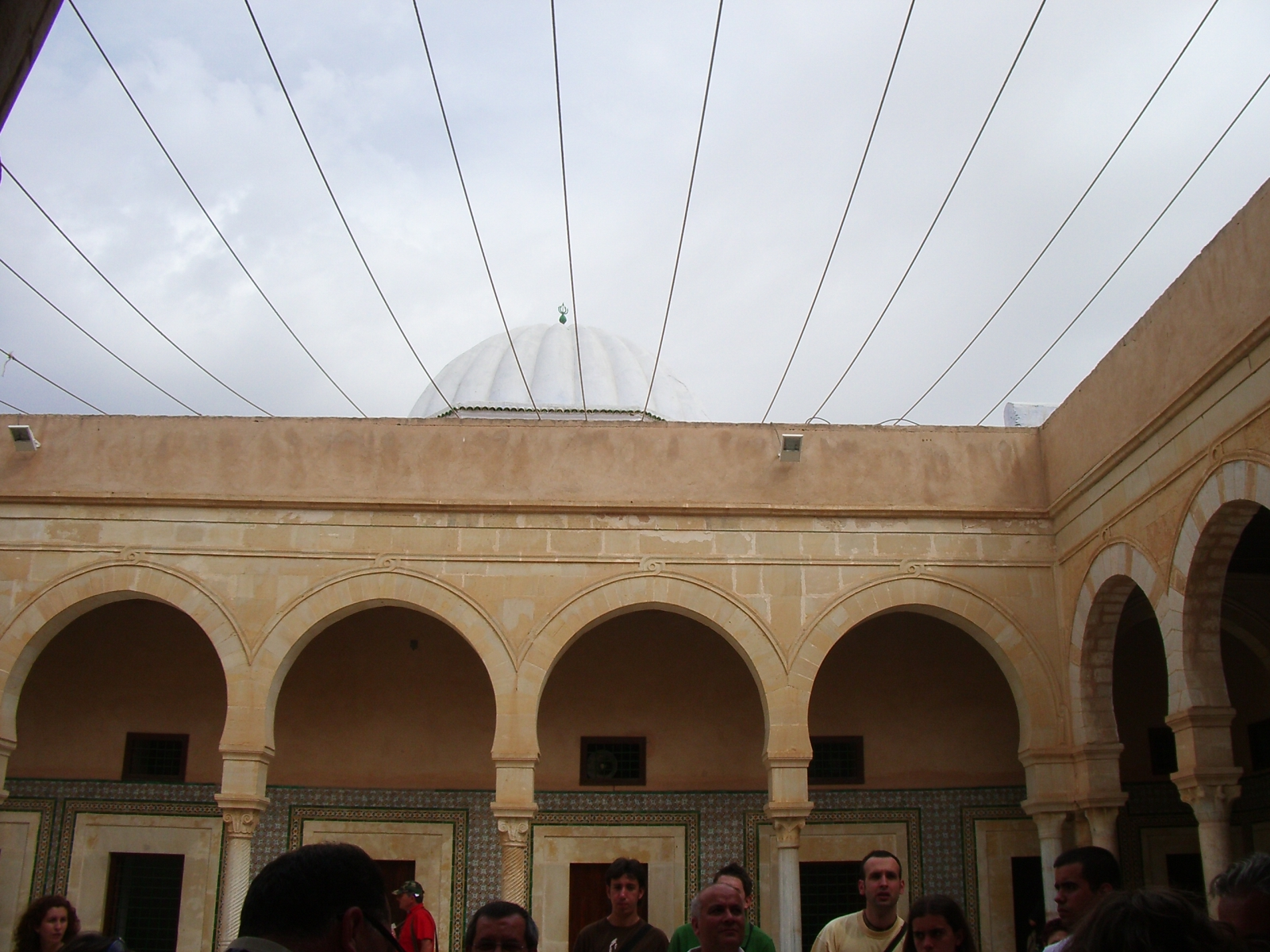
Cúpula
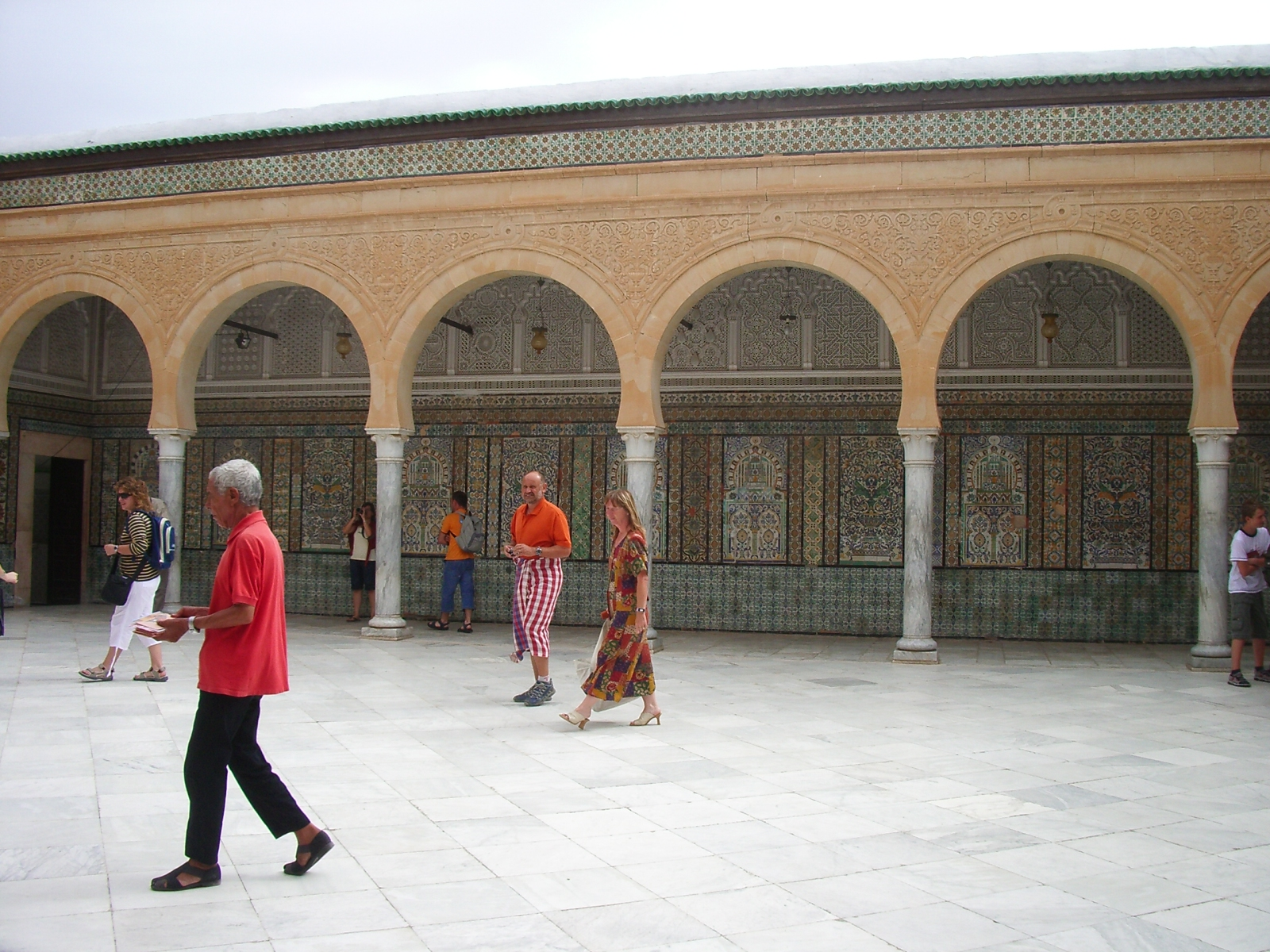
Pati amb columnes
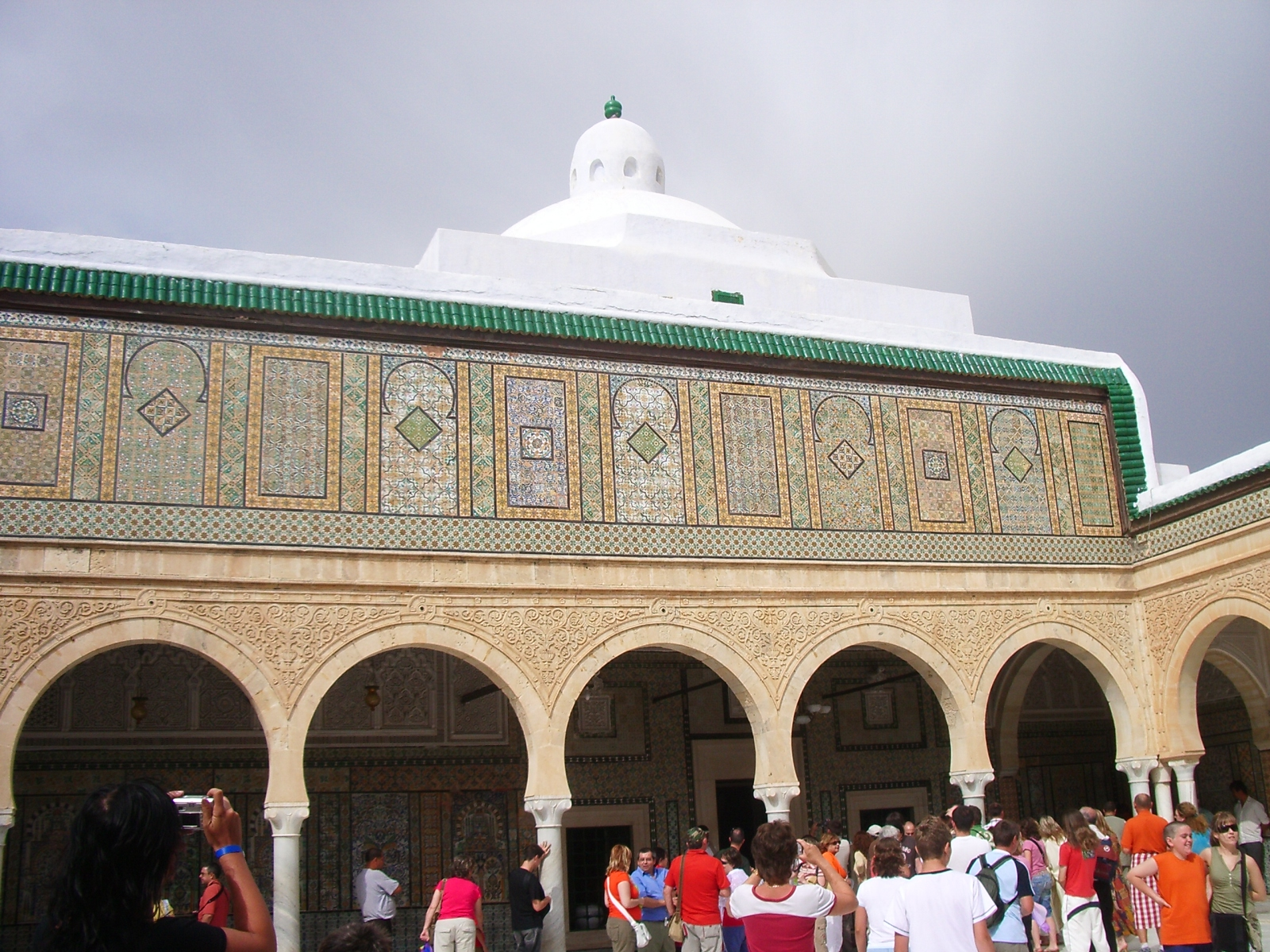
Cúpula i pati
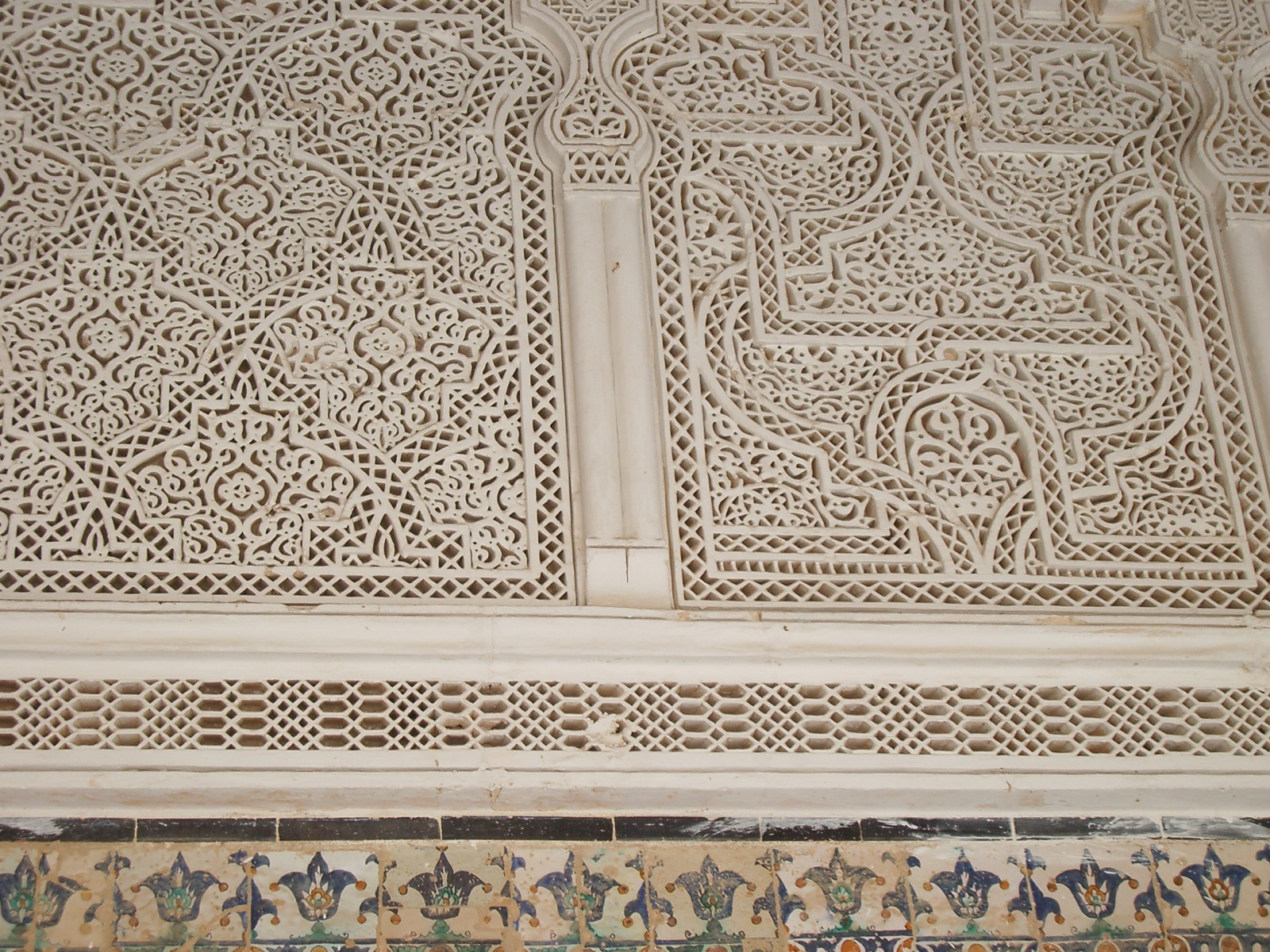
Decoració